# Putgarten
Putgarten è un comune situato sull'isola di Rügen nel Meclemburgo-Pomerania Anteriore, in Germania.
Appartiene al circondario della Pomerania Anteriore-Rügen ed è parte dell'Amt Nord-Rügen.